# Dana Brožková

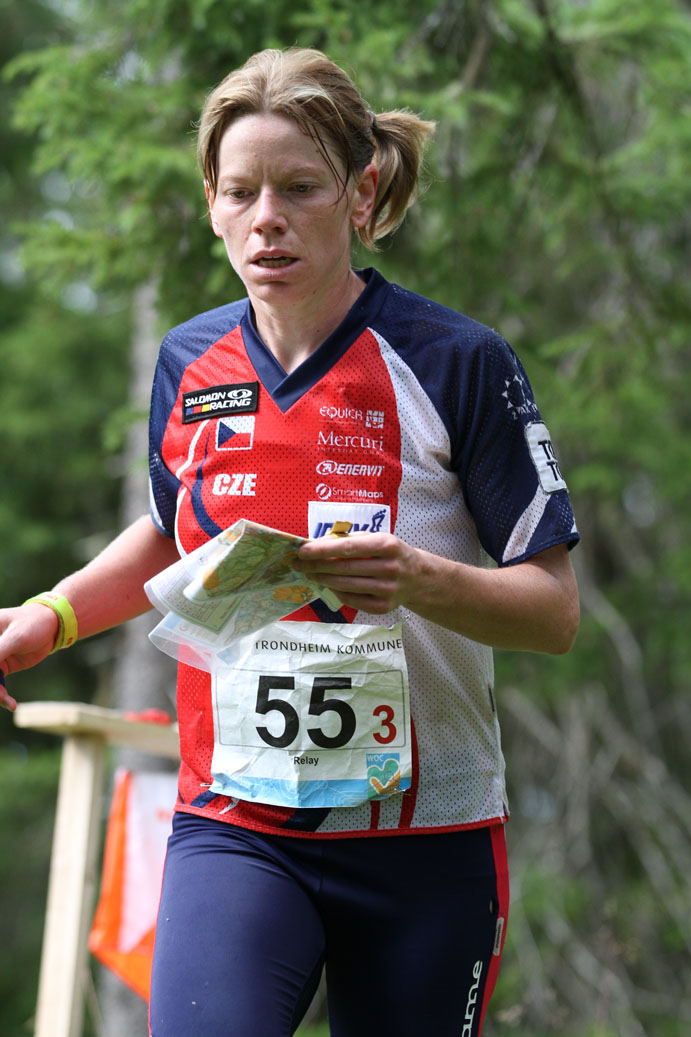
Dana Brožková

Dana Šafka Brožková (* 28. April 1981 in Rovensko pod Troskami) ist eine tschechische Orientierungsläuferin.

## Karriere
2001 wurde sie in Miskolc, Ungarn Juniorenweltmeisterin über die lange Distanz und gewann mit der tschechischen Mannschaft die Silbermedaille im Staffelwettbewerb.
Mit ihrem schwedischen Klub Domnarvets GoIF gewann sie 2008 das Staffelrennen Venla in Finnland. 2008 wurde sie Weltmeisterin über die lange Distanz. 2006 gewann sie bereits eine Bronzemedaille in diesem Wettbewerb. 2010 gewann sie in Primorsko mit Silber ihre erste Medaille bei Europameisterschaften. 2011 im französischen Savoie gewann sie WM-Silber über die Langdistanz und Silber mit der tschechischen Staffel.
Sie lebt in Prag und belegt an der Karlsuniversität ein postgraduales Studium in den Fächern Biologie und Genetik. Ihre Schwester Radka Brožková ist ebenfalls eine aktive Orientierungsläuferin.

## Platzierungen
Bei Weltmeisterschaften:
| Weltmeisterschaften | Sprint | Mittel | Lang | Staffel |
| ------------------- | ------ | ------ | ---- | ------- |
| 2003 Rapperswill    |        |        | 11.  | 5.      |
| 2004 Västerås       | 4.     |        | 8.   | 9.      |
| 2005 Aichi          | 6.     |        | 10.  | 5.      |
| 2006 Aarhus         | 15.    |        | 3.   | 5.      |
| 2007 Kiew           | 13.    |        | 16.  | 6.      |
| 2008 Olomouc        | 6.     |        | 1.   | 5.      |
| 2009 Miskolc        |        | 1.     | 4.   | 5.      |
| 2010 Trondheim      | 12.    | 9.     | 19.  | 6.      |
| 2011 Savoie         |        | 14.    | 2.   | 2.      |

Bei Europameisterschaften:
| Europameisterschaften | Sprint | Mittel | Lang | Staffel |
| --------------------- | ------ | ------ | ---- | ------- |
| 2002 Sümeg            | 46.    | 40.    |      |         |
| 2004 Roskilde         | 18.    | 22.    |      |         |
| 2006 Otepää           | 9.     | 31.    | 6.   | 6.      |
| 2008 Ventspils        | 11.    | 23.    | 8.   | 5.      |
| 2010 Primorsko        | 6.     | 7.     | 2.   | 4.      |